# Salim Tebani

a Compétitions nationales et continentales officielles uniquement.

b Matchs officiels uniquement.
Dernière mise à jour le 29 avril 2025.
Salim Tebani, né le 11 octobre 1978 à M'Sila, est un joueur international algérien de rugby à XV, qui évolue au poste de talonneur. Il devient fin 2015 le premier sélectionneur officiel de l'Algérie.

## Biographie
Salim Tebani est formé au club de Clichy, avant de rejoindre le Stade français, avec qui il fait ses débuts professionnels,. Il joue ensuite trois saisons au Lyon OU, puis une au FCS Rumilly, avant de rejoindre l'US Oyonnax en 2007, où il joue pendant sept saisons,.
Il fait partie de la première sélection nationale algérienne en 2007.
Il prend sa retraite à la fin de la saison 2013-2014,.
Salim Tebani devient, aux côtés de son frère Djemaï, le premier sélectionneur officiel de l'Algérie sous la nouvelle fédération nationale avec le match du 18 décembre 2015, voyant s'affronter à Oran l'Algérie et la Tunisie,,,

## Palmarès
- Champion de France de Pro D2 2013
- Champion de France Reichel avec le Stade Français (1999)

## Entraîneur
- Équipe de rugby d'Algérie [12]
- Rumilly (Fédérale 2) [13]

- Montélimar (Fédérale 2) [14]